# Ceriana subcastanea
Ceriana subcastanea är en tvåvingeart som först beskrevs av Enrico Adelelmo Brunetti 1929.  Ceriana subcastanea ingår i släktet griffelblomflugor, och familjen blomflugor.
Artens utbredningsområde är Malawi. Inga underarter finns listade i Catalogue of Life.